# Nick Colgan
Nicholas Vincent Patrick Colgan (Drogheda, 19 settembre 1973) è un allenatore di calcio ed ex calciatore irlandese, di ruolo portiere.